# 聖性
聖性（英語：holiness）は、イエス・キリストと似た者となること、聖人（日本語では聖者ともいう）となることであり、キリスト者の最終目標とされる。
聖人になるとは、考え・思い・言葉・行いなど、すべてにおいてキリストに似ることである。その聖性は、愛徳に最もよく表われ、すべてに勝って神を愛し、自分のように隣人を愛する。そして、愛徳は、謙遜・正義・勤勉・純潔・従順・喜び･･･など、すべての徳に影響する。聖性はすべてのキリスト者が目指すべき目標で、神の助けを頼りに一生かけて戦った後に天国で完成される。
聖座の事実上の声であるバチカン市国で発行される日刊紙『ロッセルバトーレ・ロマーノ（L'Osservatore Romano）』で発表された、列聖省前長官のアンジェロ・アマート枢機卿の記事によれば、聖性は教会の目的であり、地上における人生の最終目標でもある。
教皇フランシスコによれば：